# Monument leven en vrijheid

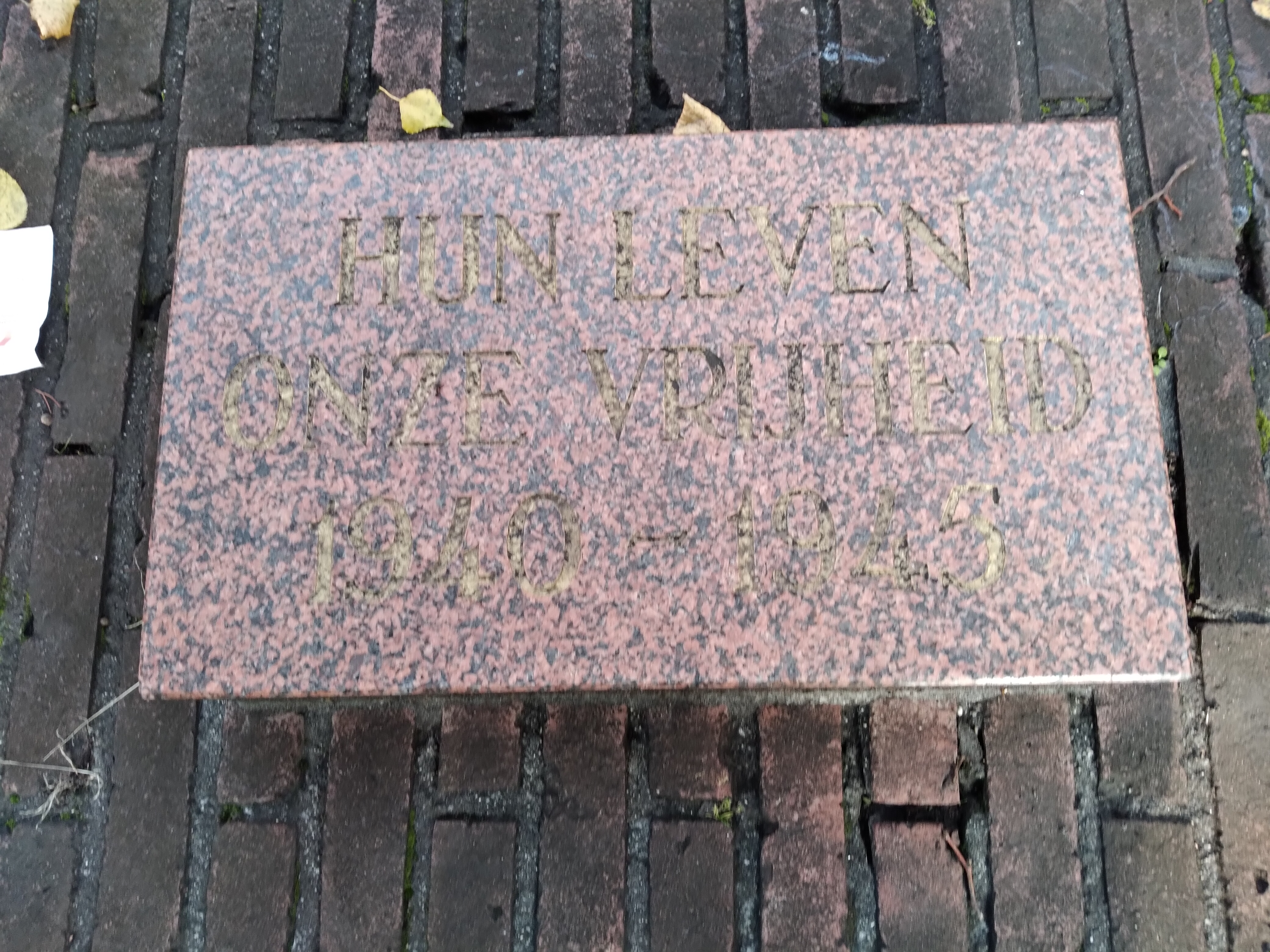
Tegel (oktober 2021)

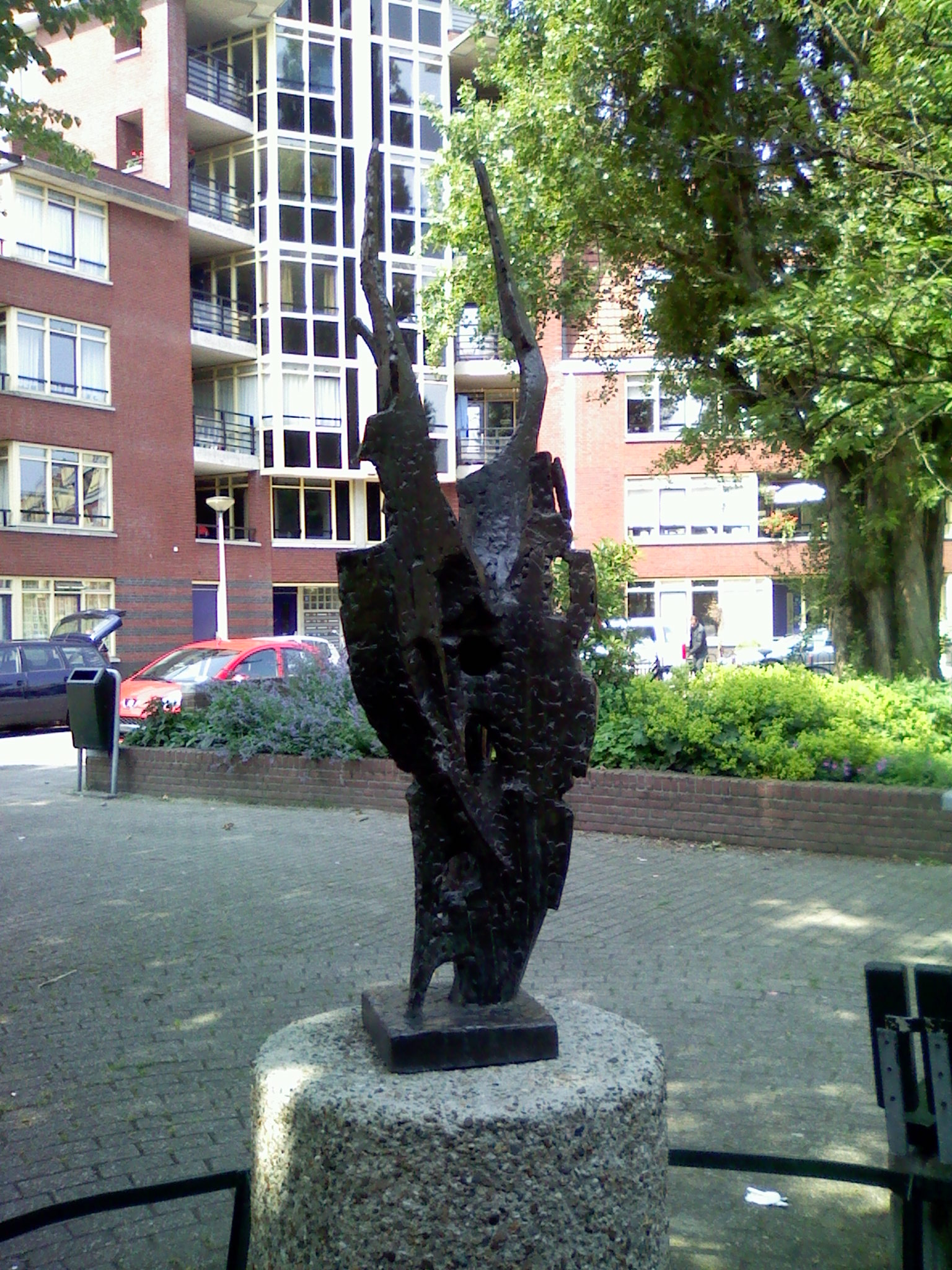
Phoenix van Soerink (juli 2013)

Het Monument leven en vrijheid is een gedenkteken op het Ceramplein in Amsterdam-Oost.
De Tweede Wereldoorlog werd in de Amsterdamse Indische Buurt jarenlang gevierd nabij een vrijheidsboom staande op dat plein. In 1957 werd nabij die vrijheidsboom een tegel geplaatst.
In de 21e eeuw bestaat het gedenkteken (wellicht niet oorspronkelijk) uit twee delen:
- een rossige tegel, waarvan onbekend is of dat de eerder genoemde tegel is, die moet herinneren aan de strijd die geleverd is voor vrijheid en vrede in die oorlog; de tekst luidt simpelweg: "Hun leven, onze vrijheid 1940-1945"; de steen is gemetseld op een terreinafscheiding van baksteen en graniet;
- een beeld in de vorm van een phoenix van Arend Soerink, het is een bronzen sculptuur op een betonnen sokkel; wanneer dit beeld is geplaatst is onbekend, maar het stadsarchief van Amsterdam bezit een foto van een stratenmaker uit circa 1988 die de straatstenen voor het beeld aan het leggen is[2]

Arend Soerink (1924-1999) was een vrij onbekende beeldhouwer, die les heeft gehad van Luigi de Lerma en Gijs Jacobs van den Hof. Van Soerink is maar een beperkt aantal beelden bekend: Mens in Den Haag, Godin nabij Artis, Amsterdam en een Vogelmeisje in Schijndel.
De combinatie was tijdens Nationale Dodenherdenking 2003 slachtoffer van opstandige jeugd. In 2008 werd alleen het beeld beklad met groene verf.
Nabij of eigenlijk in het monument staat een linde (Tilia platyphylios) uit 1945, onbekend is of dat de bedoelde vrijheidsboom is.